# Mistrzostwa Azji w Piłce Ręcznej Mężczyzn 1995
Mistrzostwa Azji w Piłce Ręcznej Mężczyzn 1995 – ósme mistrzostwa Azji w piłce ręcznej mężczyzn, oficjalny międzynarodowy turniej piłki ręcznej o randze mistrzostw kontynentu organizowany przez AHF mający na celu wyłonienie najlepszej męskiej reprezentacji narodowej w Azji. Odbył się w dniach 25 września – 6 października 1995 roku w Kuwejcie. Tytułu zdobytego w 1993 roku broniła reprezentacja Korei Południowej. Mistrzostwa były jednocześnie eliminacjami do IO 1996.
W zawodach triumfowali gospodarze zyskując tym samym awans na Letnie Igrzyska Olimpijskie 1996.

## Mecze o miejsca 1–3
| 4 października 1995 | Korea Południowa | 30:26(13:9) | Bahrajn | Kuwejt |
| 4 października 1995 |                  | 30:26(13:9) |         | Kuwejt |

| 5 października 1995 | Kuwejt | 23:22(12:11) | Korea Południowa | Kuwejt |
| 5 października 1995 |        | 23:22(12:11) |                  | Kuwejt |

| 6 października 1995 | Kuwejt | 22:20(13:12) | Bahrajn | Kuwejt |
| 6 października 1995 |        | 22:20(13:12) |         | Kuwejt |

## Klasyfikacja końcowa
| Miejsce | Reprezentacja                | Uwagi          |
| ------- | ---------------------------- | -------------- |
| złoto   | Kuwejt                       | awans: IO 1996 |
| srebro  | Korea Południowa             | -              |
| brąz    | Bahrajn                      | -              |
| 4       | Japonia                      | -              |
| 5       | Chiny                        | -              |
| 6       | Zjednoczone Emiraty Arabskie | -              |
| 7       | Chińskie Tajpej              | -              |
| 8       | Kazachstan                   | -              |
| 9       | Indie                        | -              |